# アンティノウス

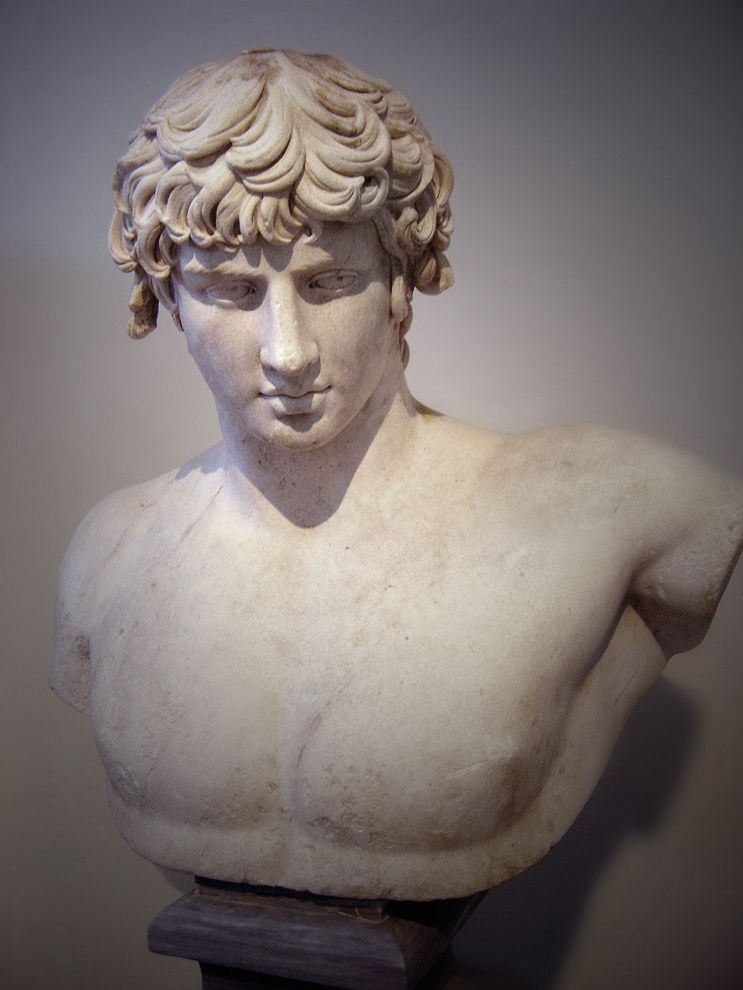
アテネ国立考古学博物館が所蔵するパトラから出土したアンティノウスの胸像

アンティノウス（Antinous、古代ギリシア語: Ἀντίνοoς、111年11月29日頃 - 130年10月30日）は、ローマ皇帝ハドリアヌスの愛人として寵愛を受けた男性。死亡したのは18歳位と推定され、ナイル川で溺死したことは分かっているものの、その状況については謎に包まれている。ハドリアヌスにより神格化されたことから多数の芸術作品に表現され、彼の顔は古代でよく知られていた。

## 概要

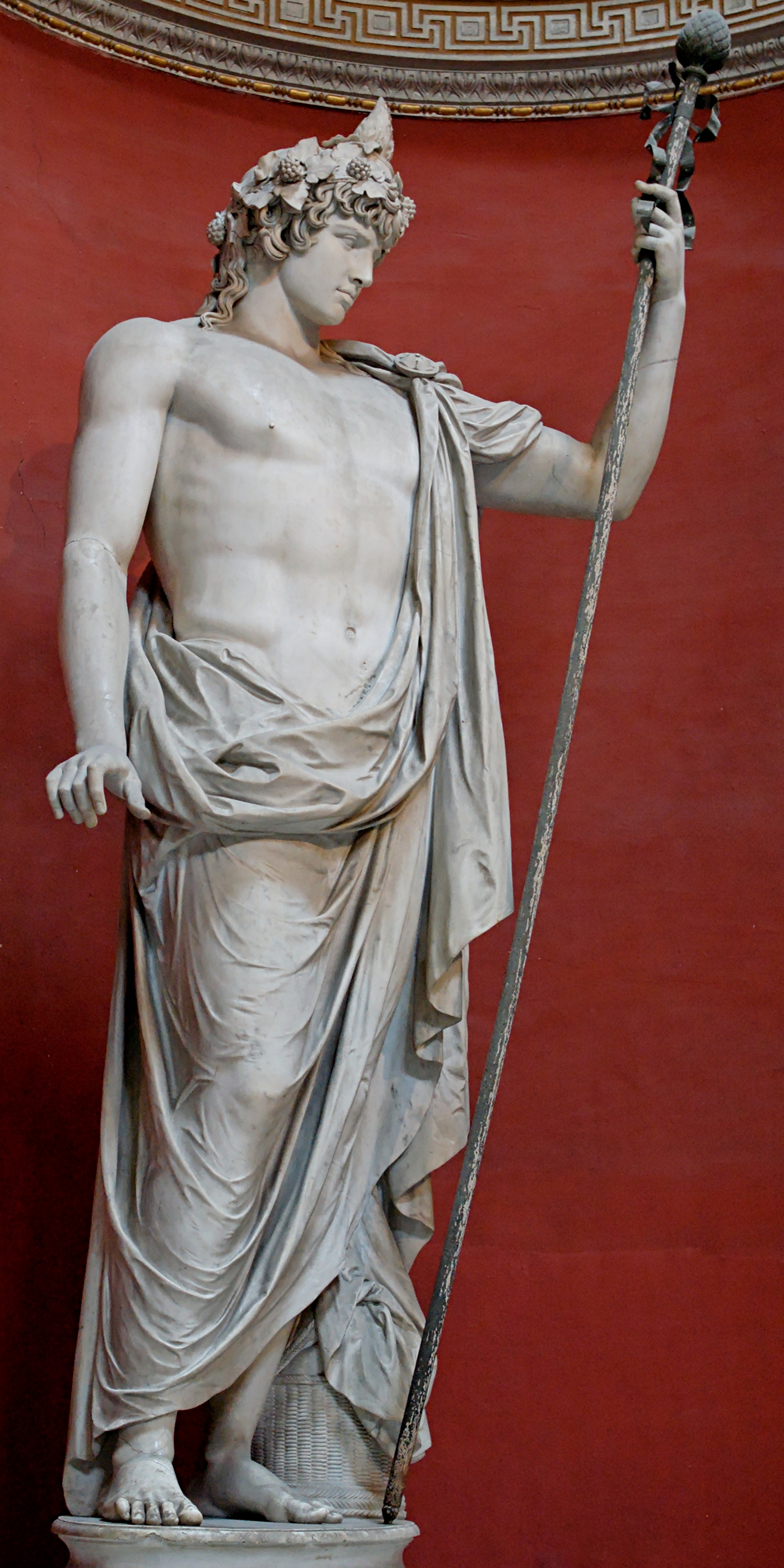
バチカン美術館にある立像

ハドリアヌスに出会う前までのアンティノウスについてはほとんど知られていない。ビテュニア（小アジアの一地方）はクラウディウス市（現ボル)のMantiniumという町で出生した。アンティノウスは130年10月に死んだことが分かっており、彫刻の容姿からこの時20歳以下であったろうと推定されることから、生年は110年から112年に位置づけられる。
ハドリアヌスと出会った場所、年代について書かれた書物はない。ハドリアヌス帝がクラウディオポリスを訪れた123年冬か124年春であった可能性が高い。ハドリアヌスのお気に入りとなったが、皇帝の取り巻きとしての存在が公式に言及されるのは、ハドリアヌスがエジプトに旅行した130年になってからだった。10月（25日と思われる）、ハドリアヌスは、ナイル川で溺死してしまったこの青年を見つける。ただしその状況については謎に包まれたままである。ハドリアヌス自身がこの事故を引き起こしたのだとか、ハドリアヌスの治世が長引くようにと、アンティノウスが進んで自らを生贄に捧げたのだといった説明が、古代からなされてきた。
ハドリアヌスはこの青年の死をひどく悼んだ。エジプト人はナイルで溺死したアンティノウスにオシリスの従者のイメージを抱き、この若者を神格化した。ナイル川沿いにAntinoupolisという街を建設するほどであった。ギリシャ人はアンティノウスの内にヘルメースの化身を認めた。131 - 132年には、青年に限定して体操と音楽の競技、Antinoeiaという祭典が創設された。
クラウディオス・プトレマイオスの『アルマゲスト』にも言及されており、現在わし座となっている5つの星が構成する星座にアンティノウス座の名称がつけられた。ローマにおいては最初冷たく受け止められたものの、徐々に信仰の対象として馴染んでいった。キリスト教到来前に加えられた最後の偉大な信仰対象となった。

## ギャラリー

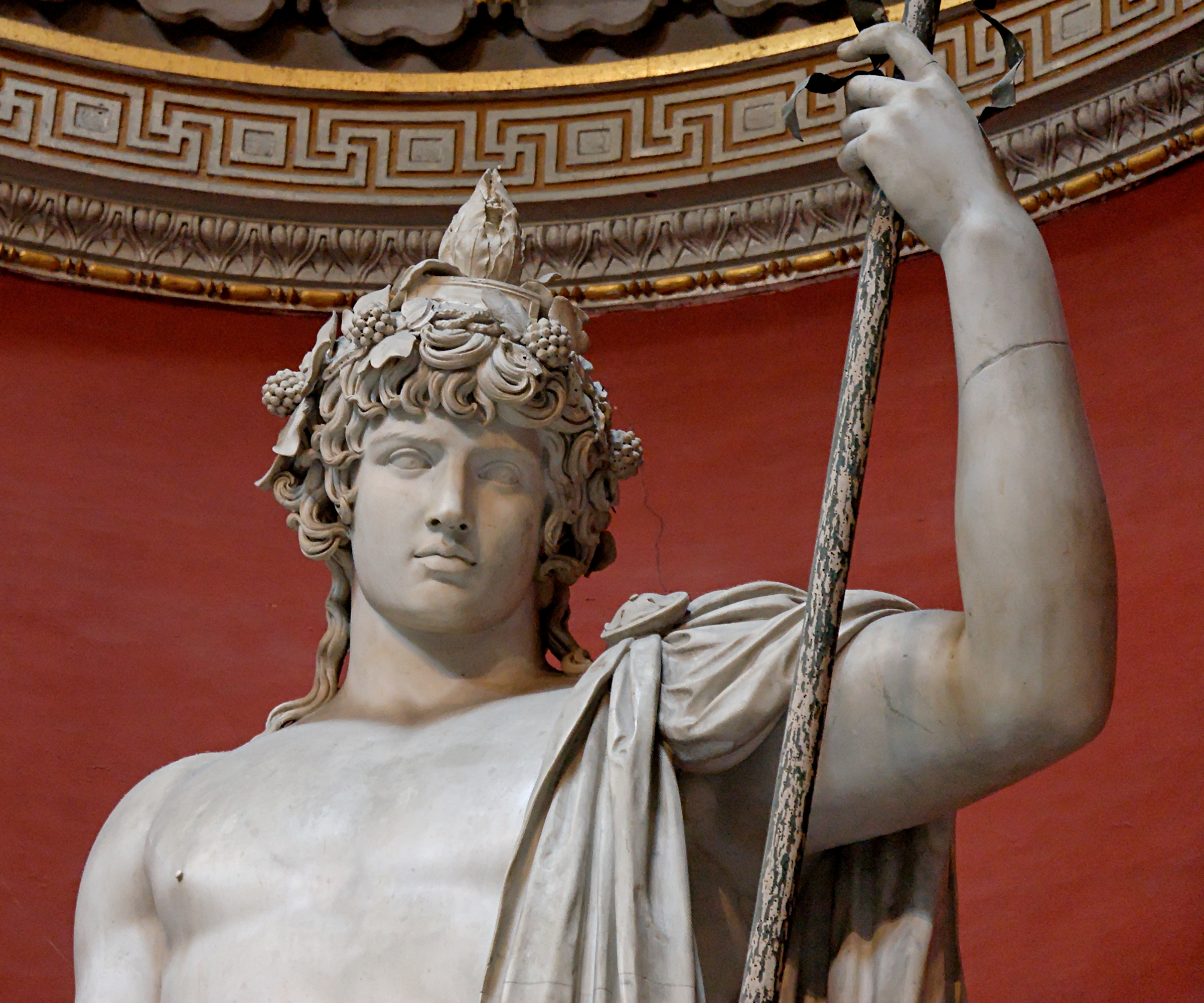
バッカスに擬えられたアンティノウス
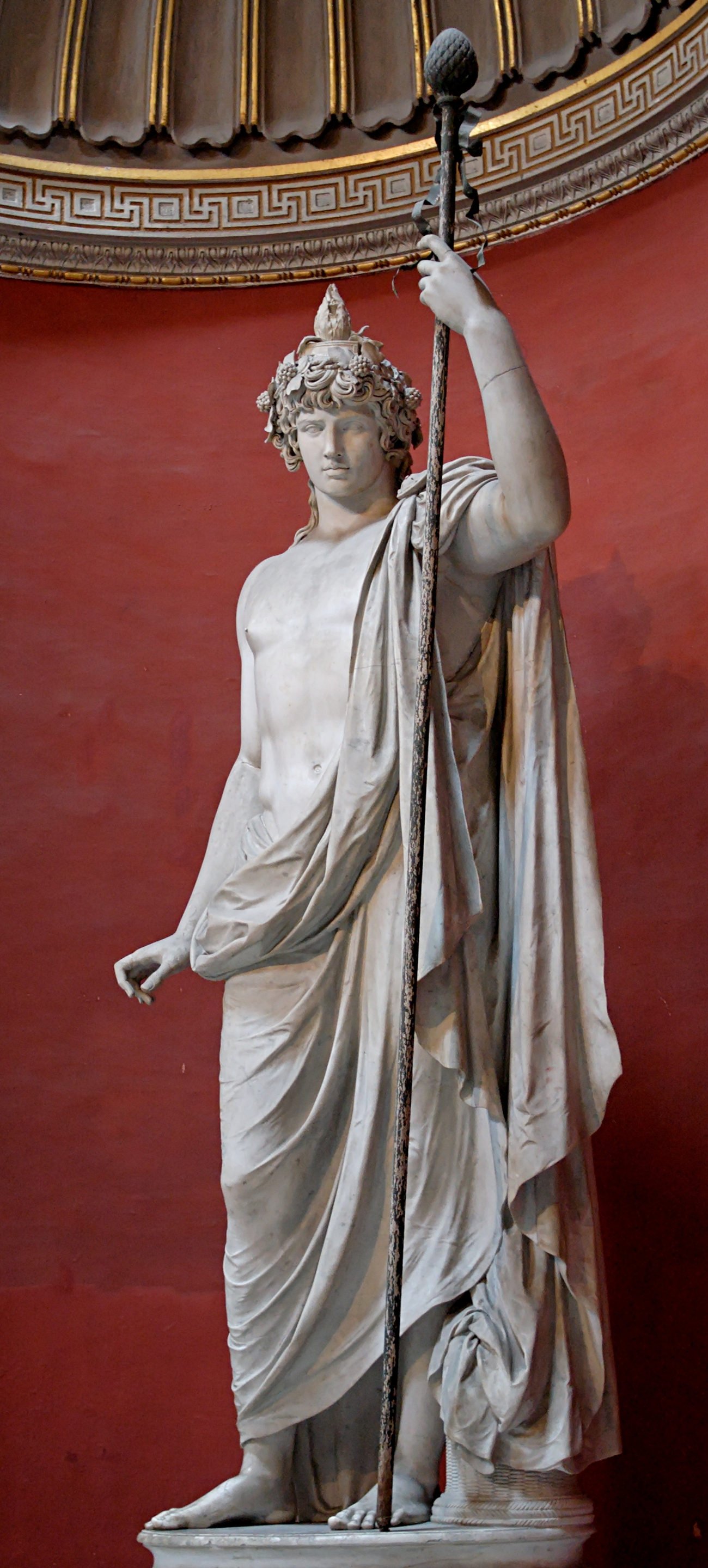
バッカスに擬えられたアンティノウス
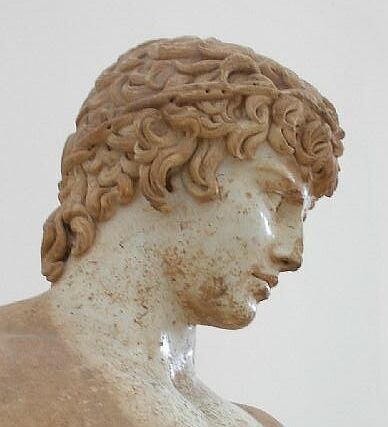
デルフォイのもの。
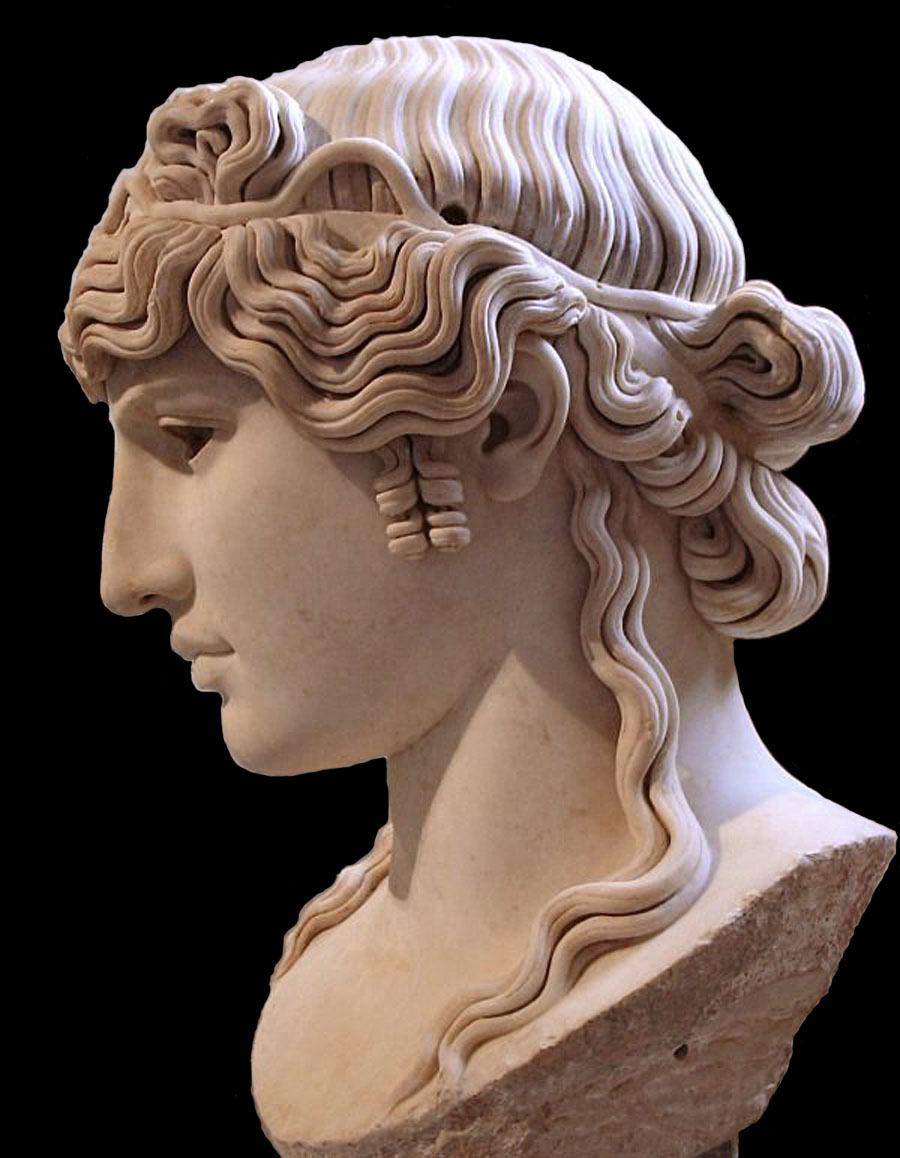
ルーヴル美術館
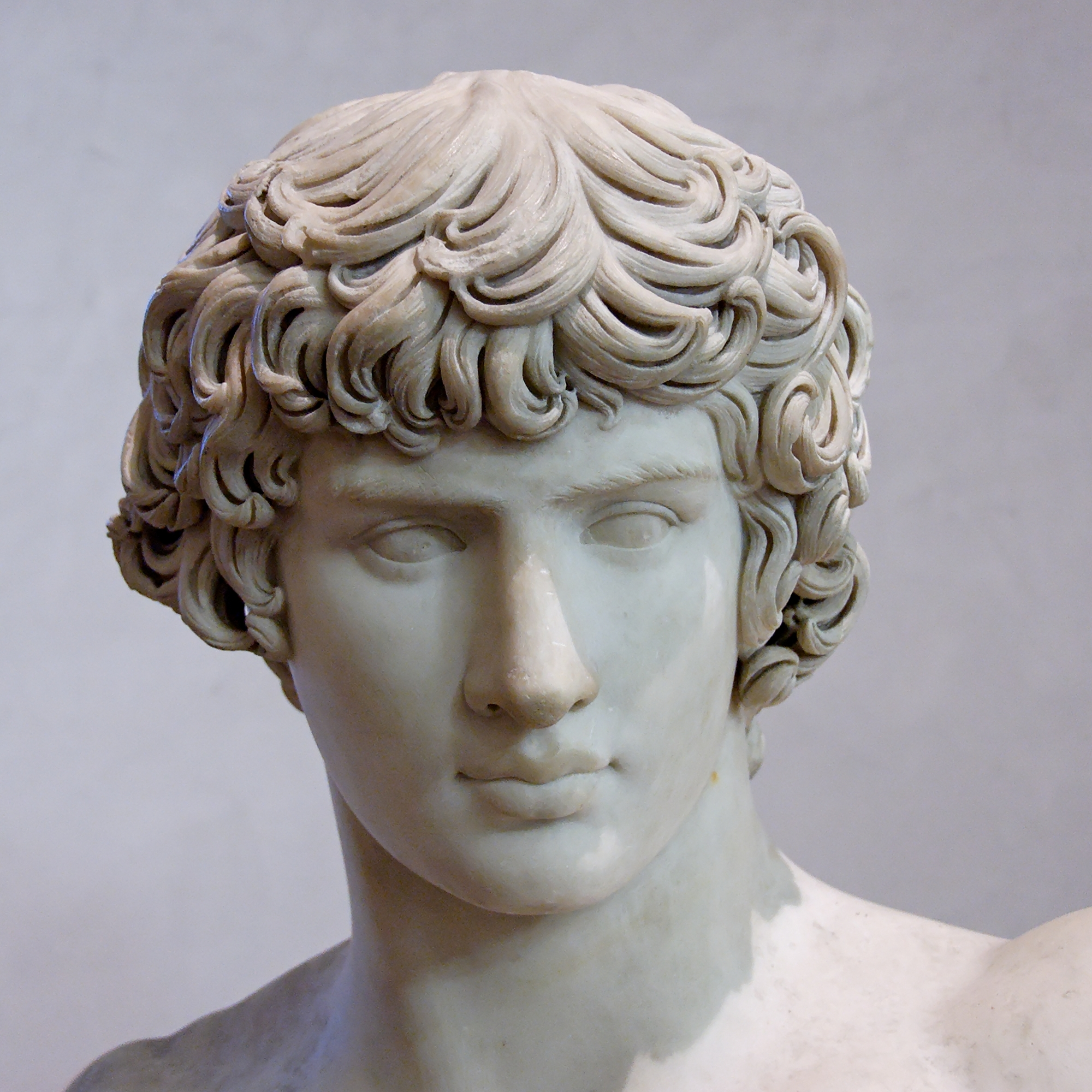
ヴィッラ・アドリアーナ (ティヴォリ)
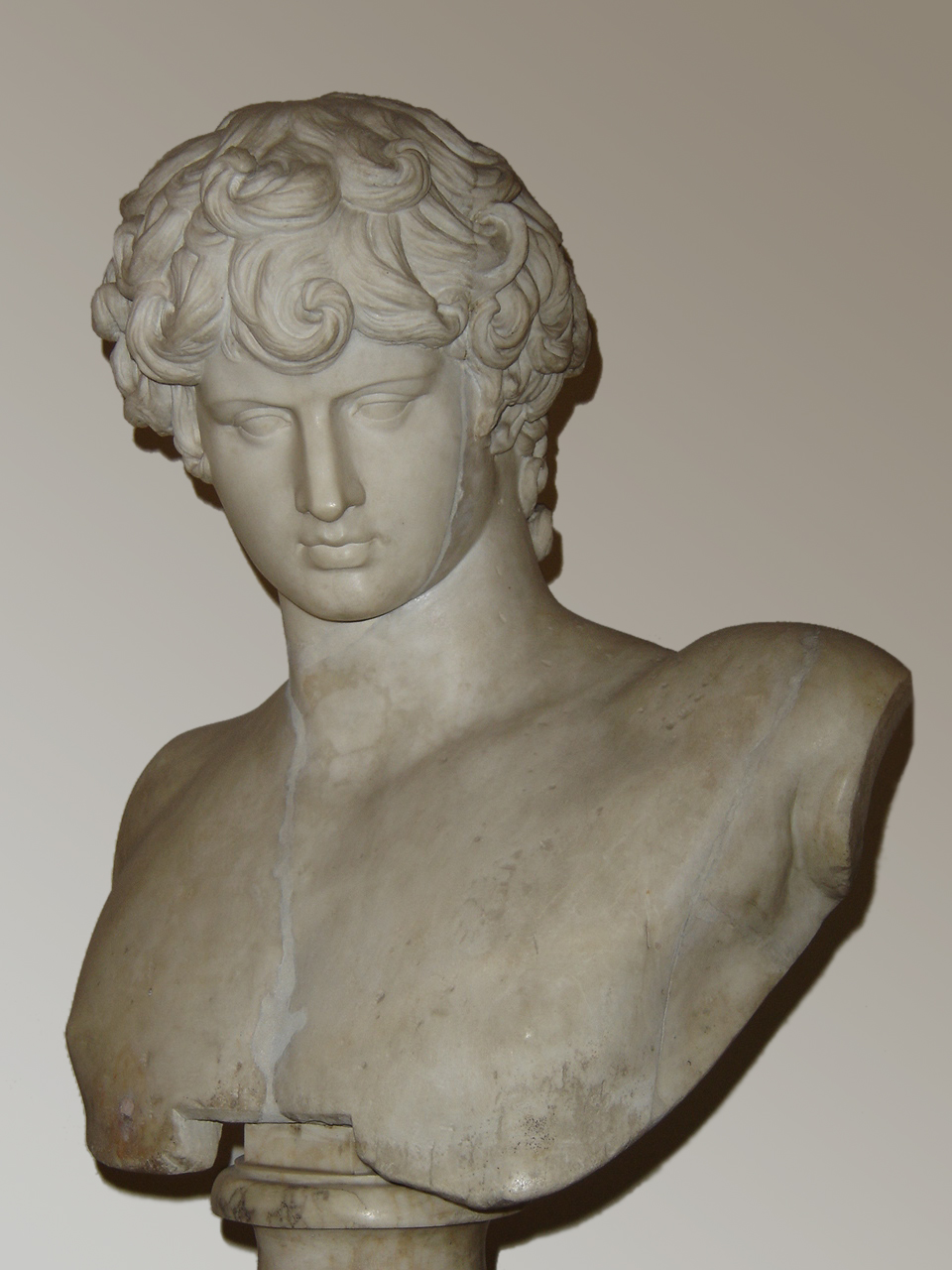
ローマ国立博物館
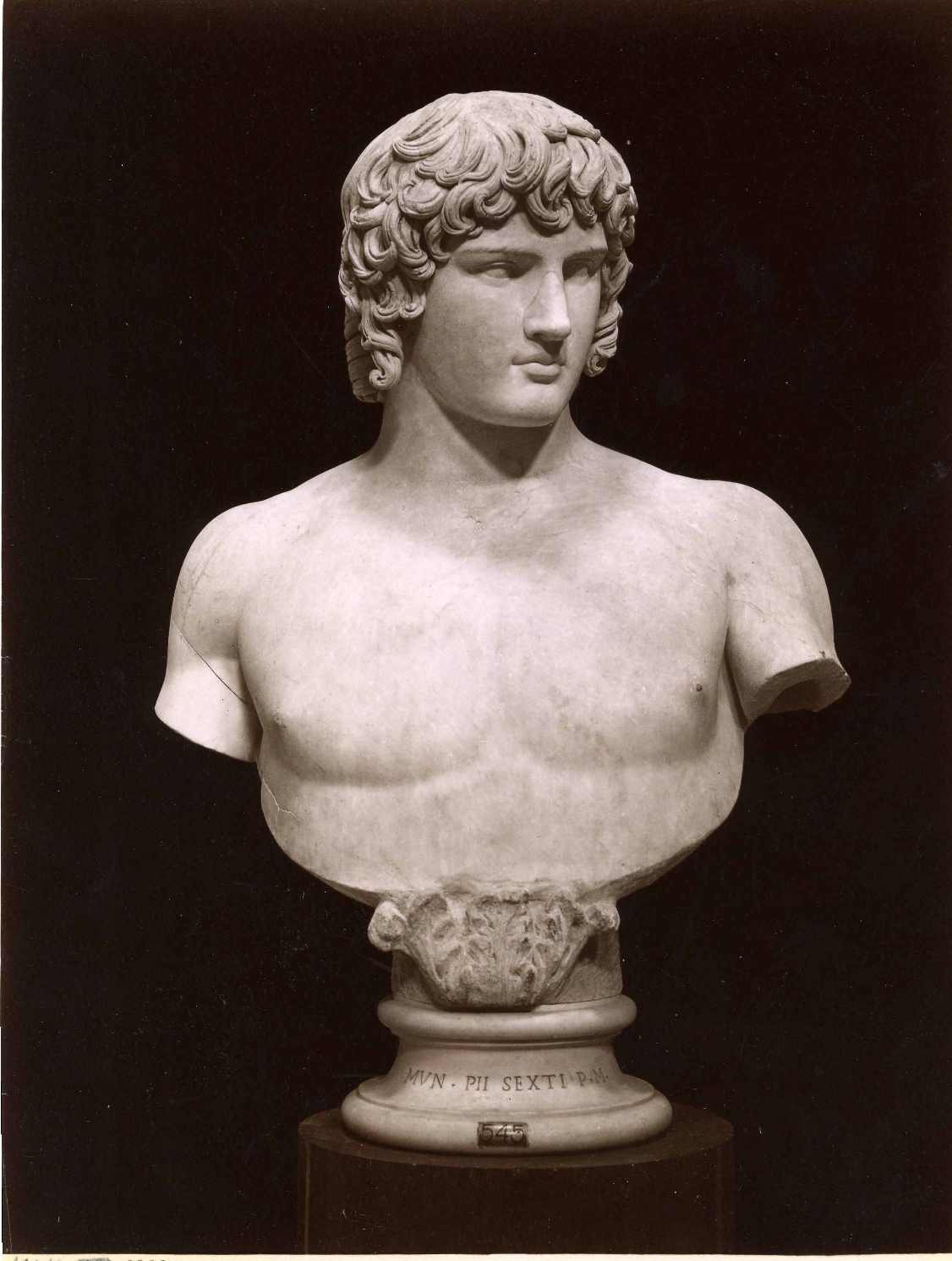
バチカン美術館
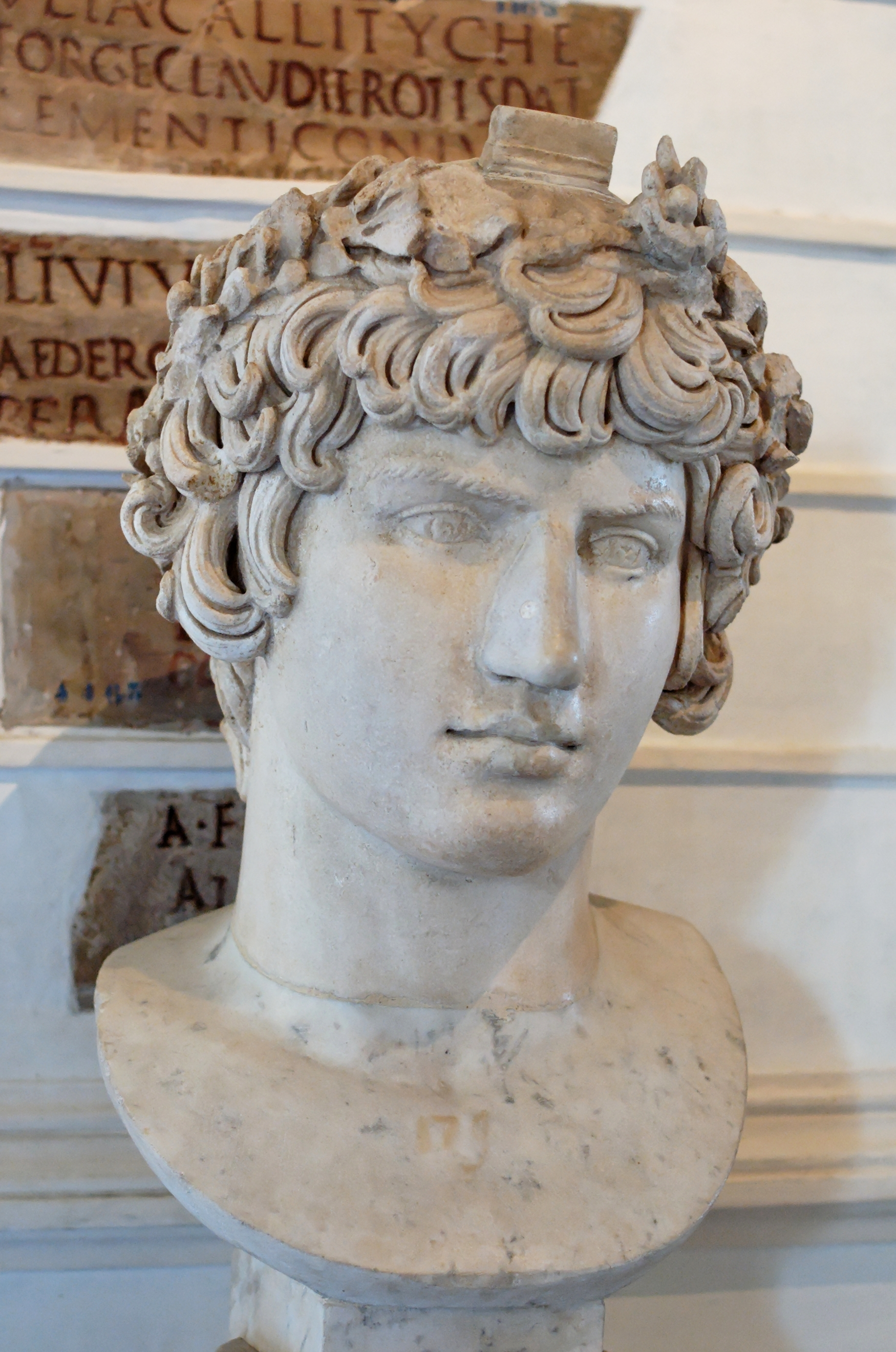
カピトリーノ美術館
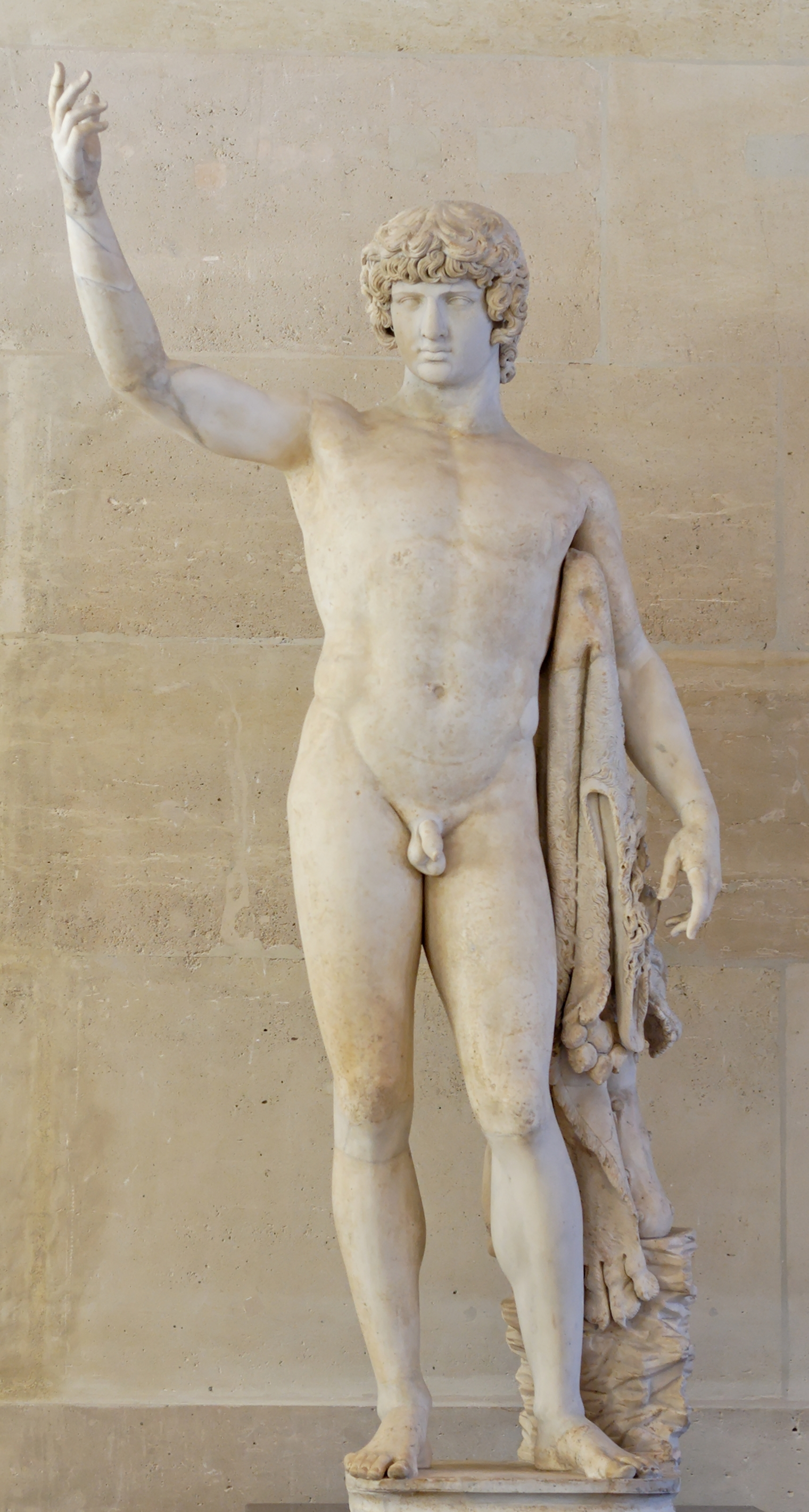
ルーヴル美術館
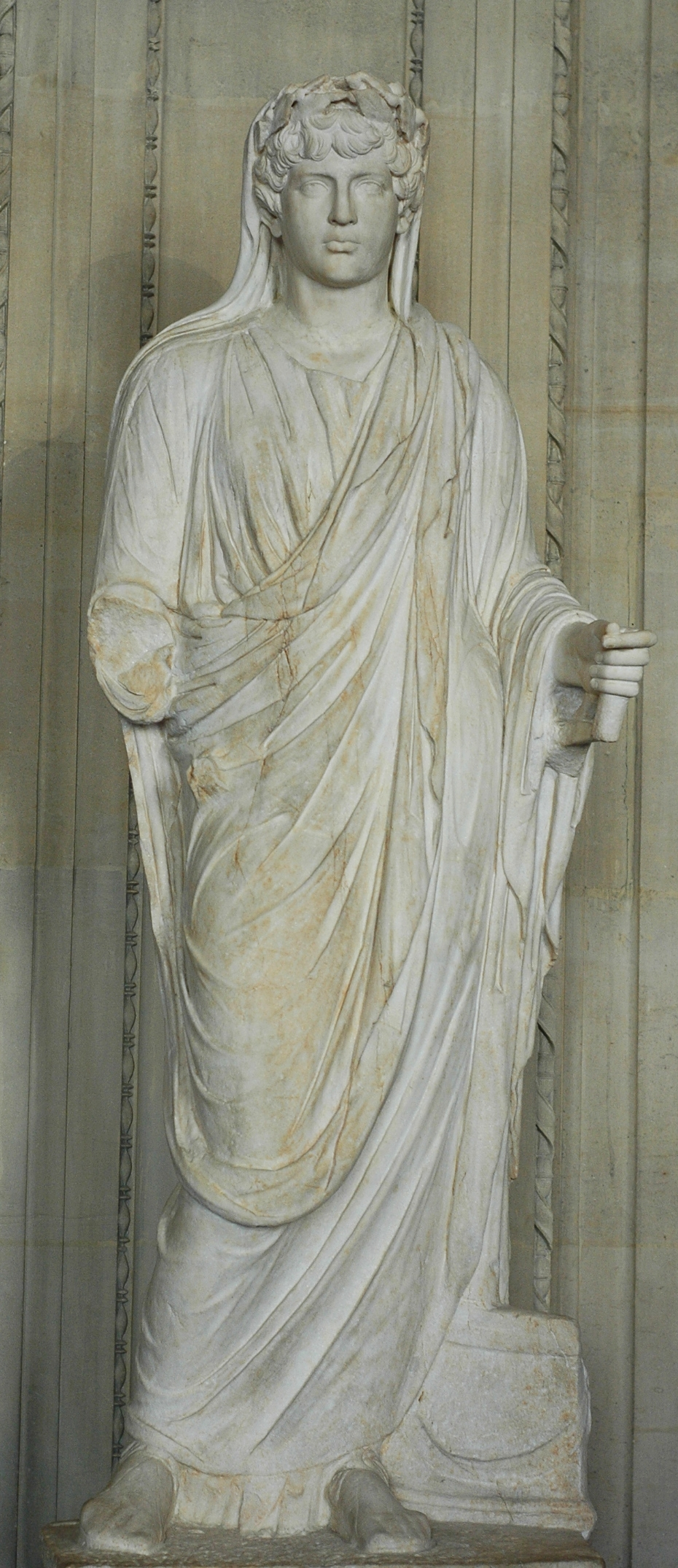
ルーヴル美術館
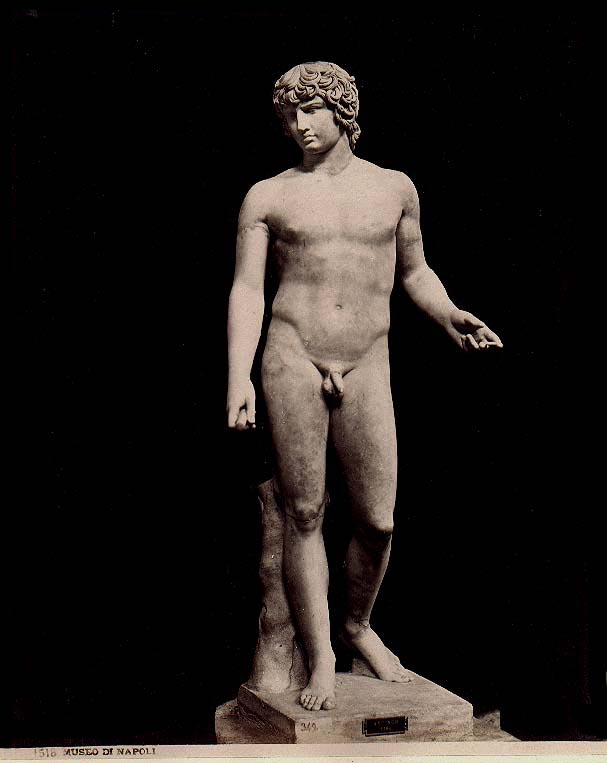
ナポリ国立考古学博物館
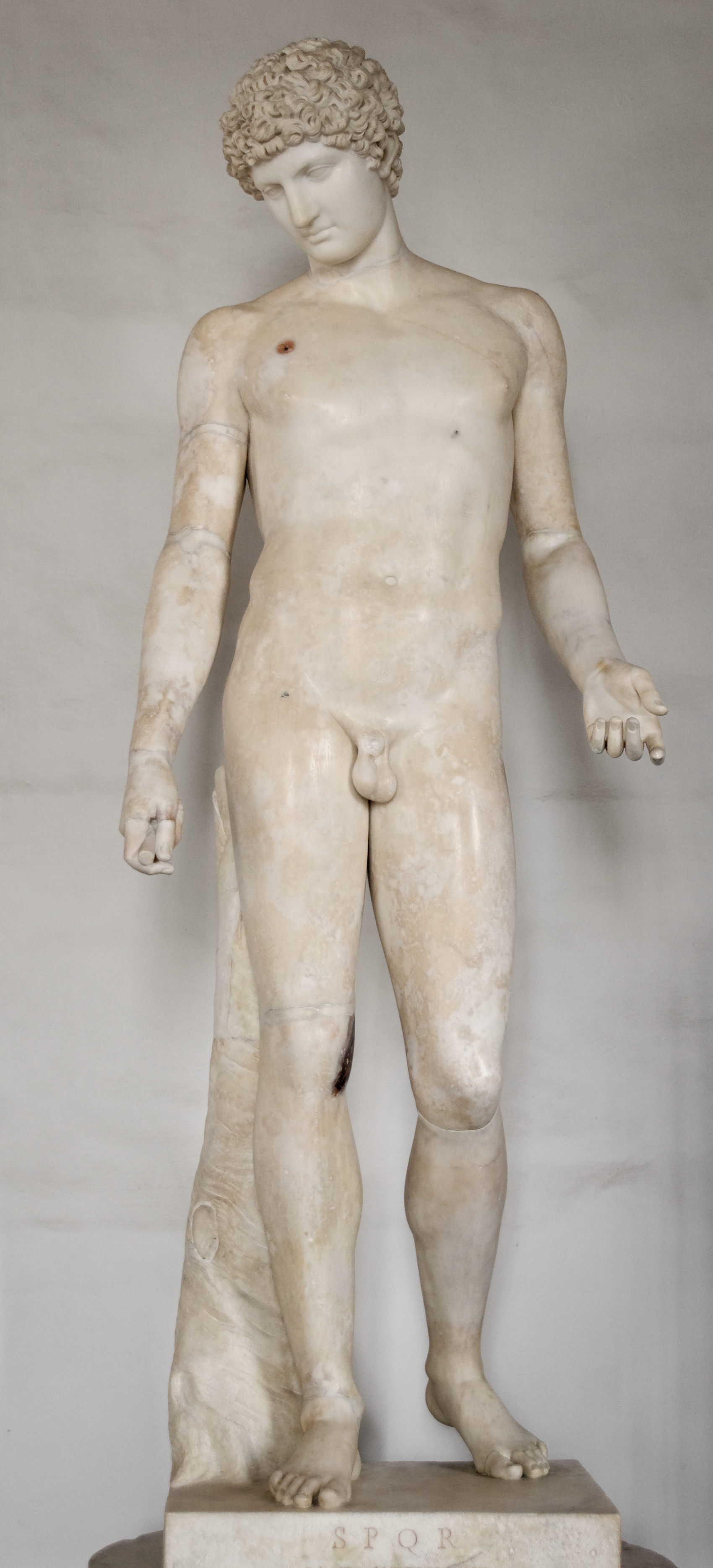
カピトリーノ美術館
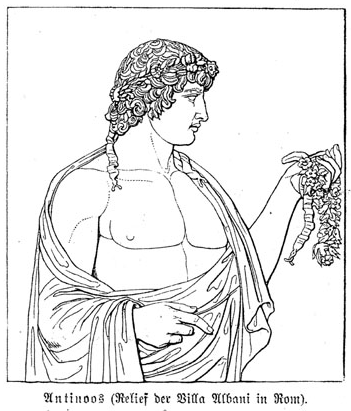
ヴィッラ・トルロニア（Villa Torlonia）
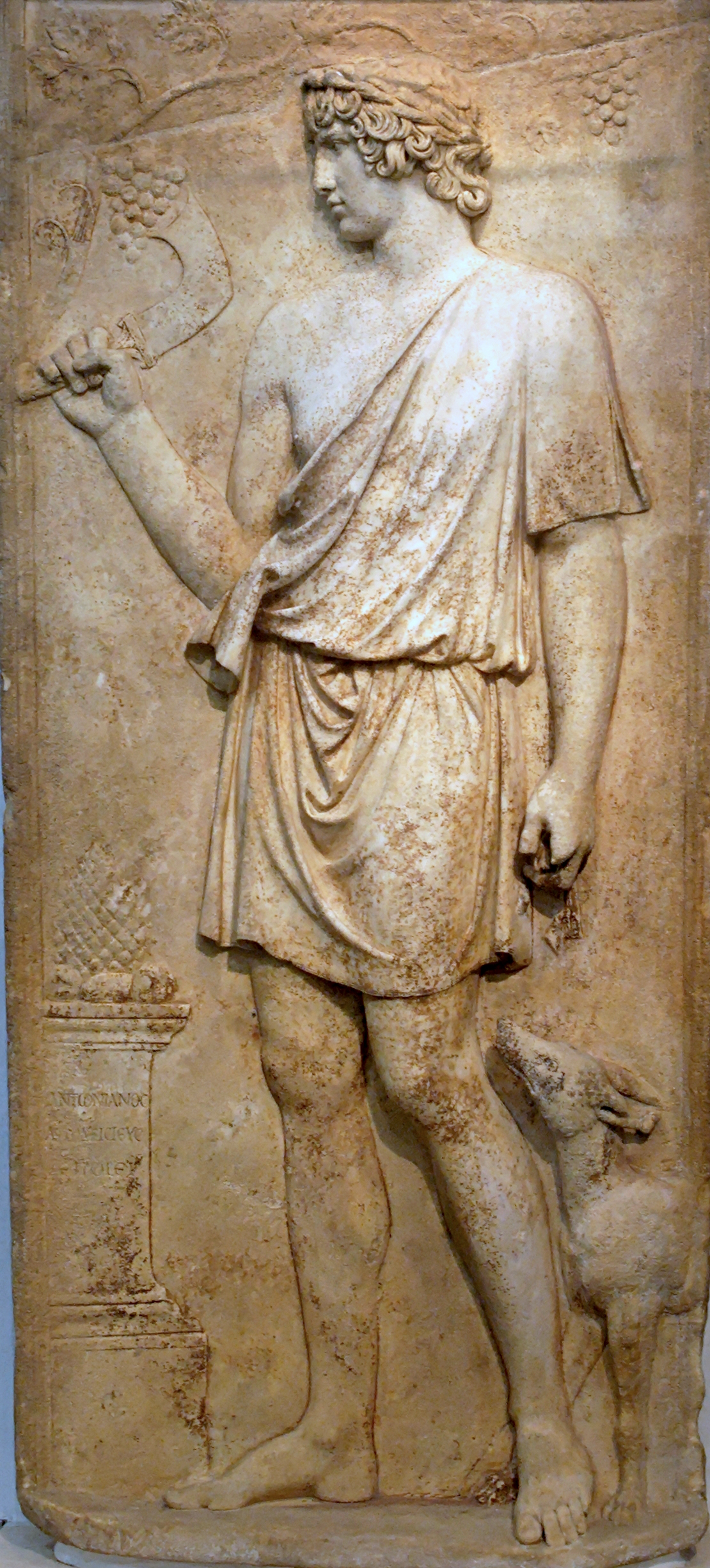
ローマ国立博物館
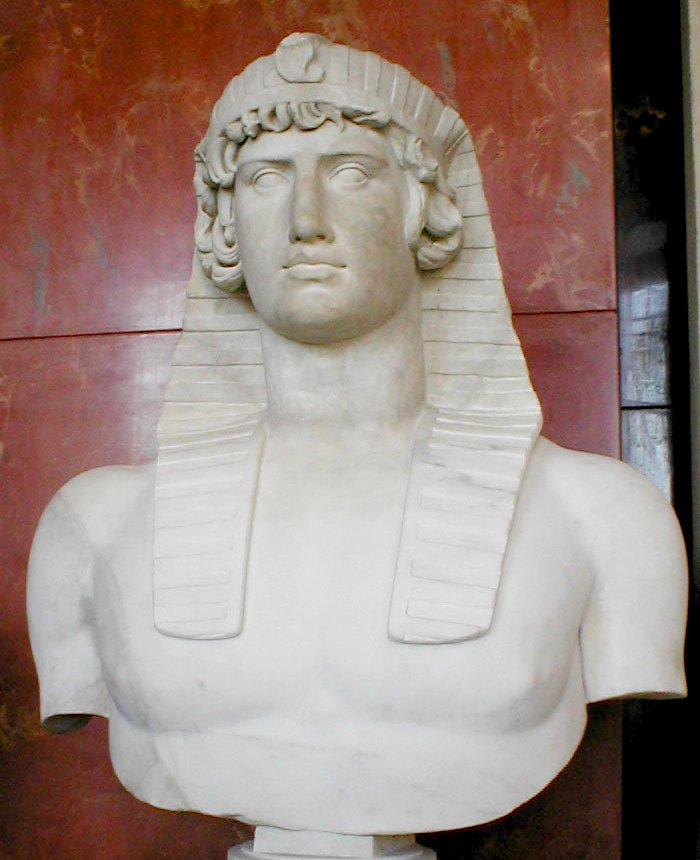
オシリス神型
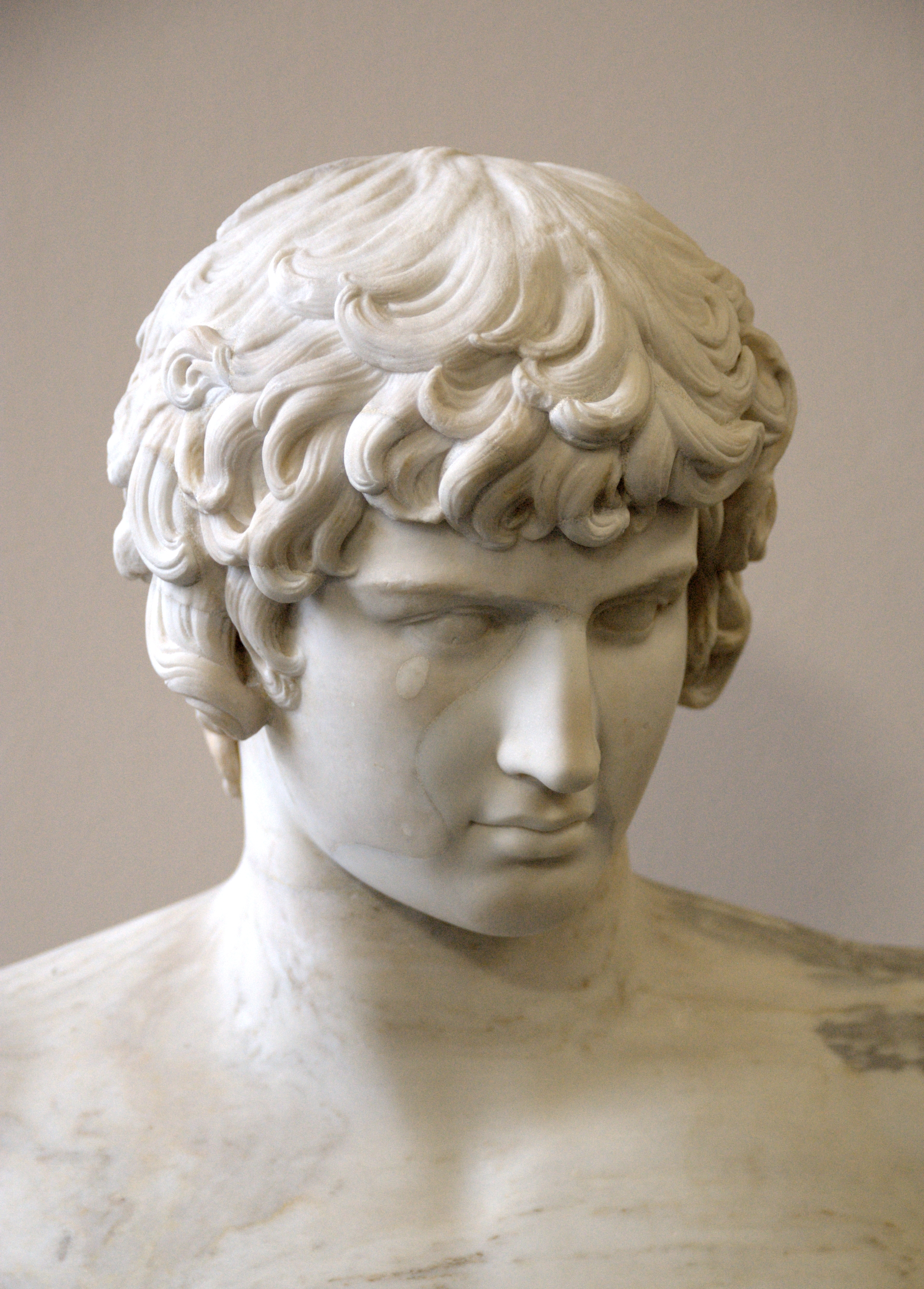
ベルリン古典・古代コレクション
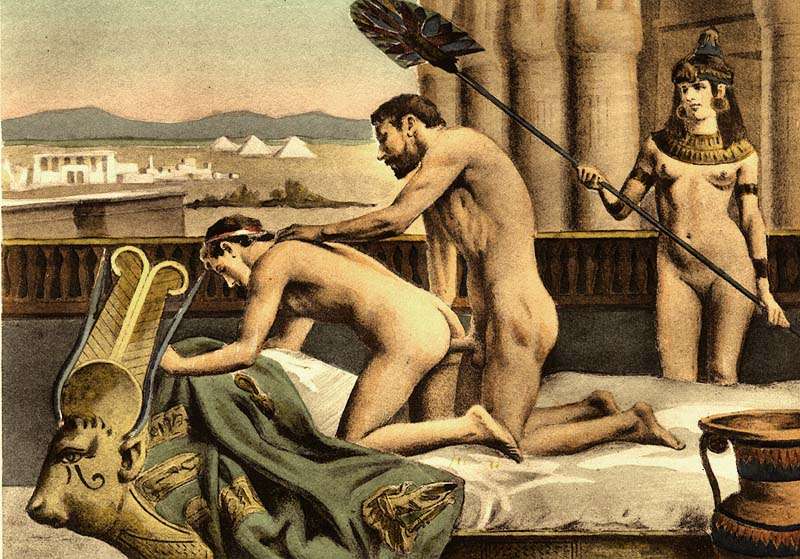
エドゥアール＝アンリ・アヴリルによるイラスト
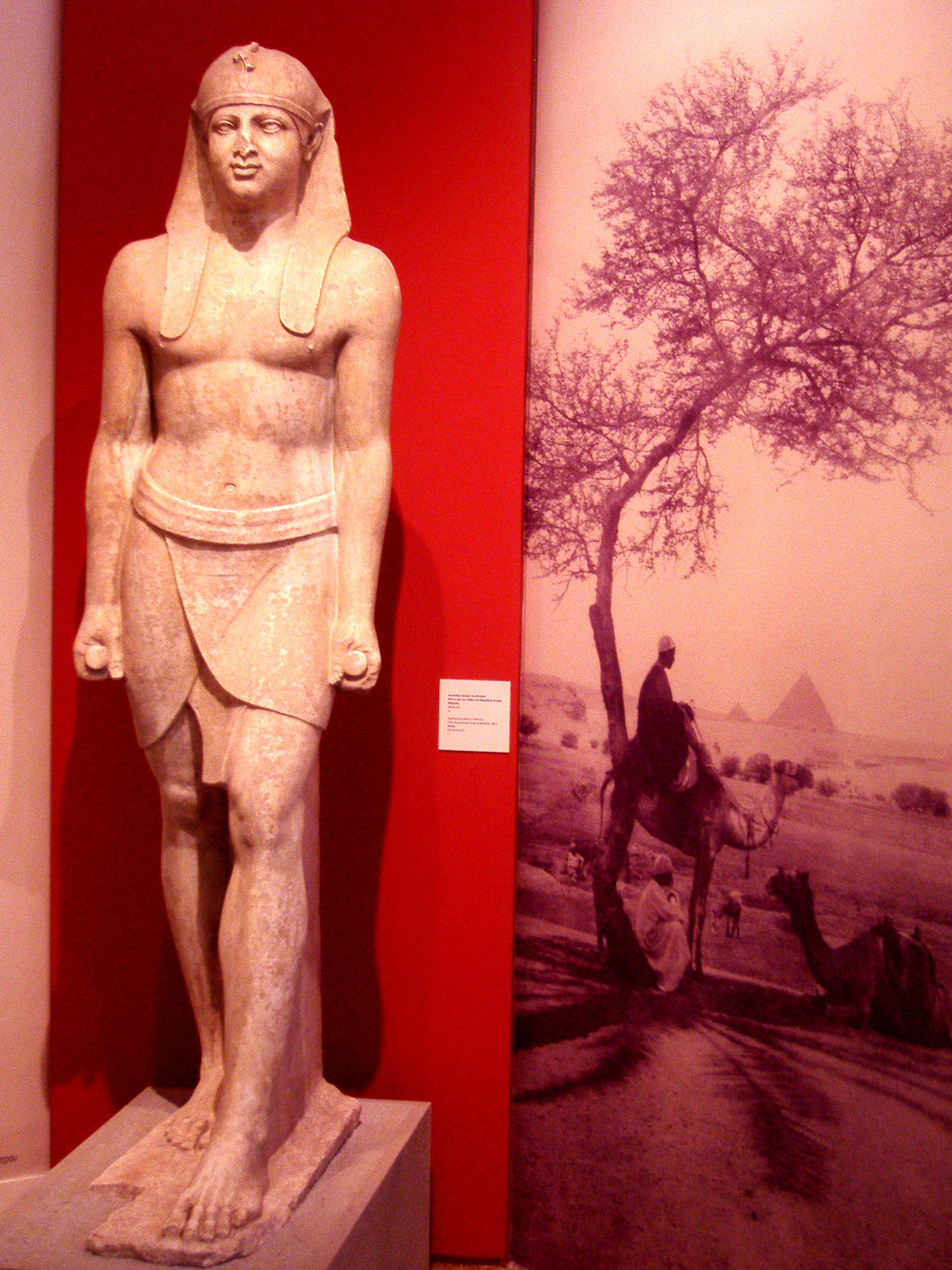
エジプト風の像 アテネ国立考古学博物館
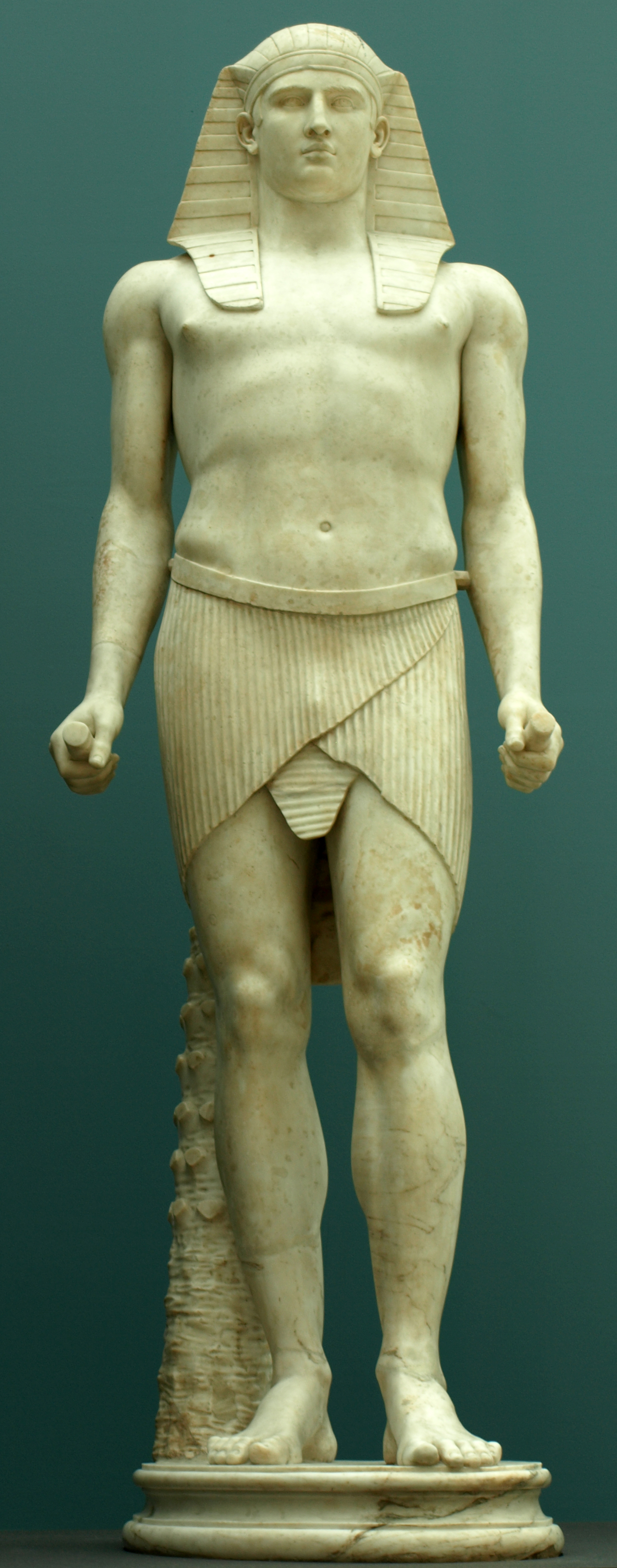
オシリス神型
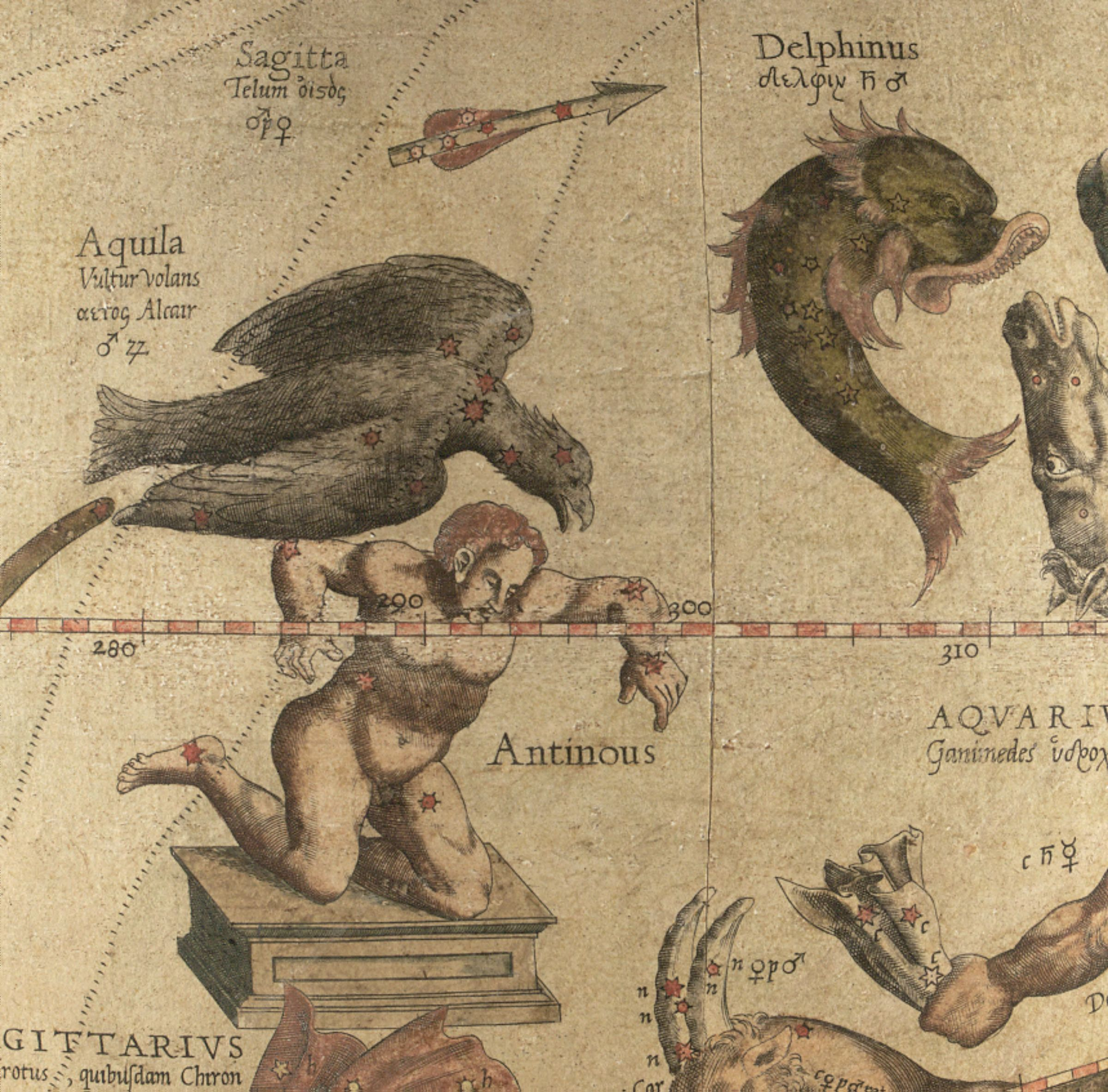
メルカトル天球儀1551に描かれたアンティノウス